# آلوین آیرا گلدمن

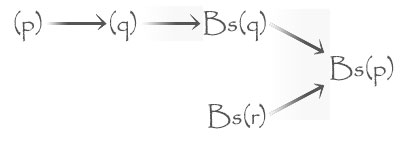
آلوین ایرا گولدمن

آلوین آیرا گلدمن (انگلیسی: Alvin Ira Goldman؛ ‏زادهٔ ۱ اکتبر ۱۹۳۸ – درگذشتهٔ ۴ اوت ۲۰۲۴) استاد فلسفه دانشگاه راتگرز ایالت نیوجرسی بود. او قبلاً در دانشگاه‌های میشیگان و آریزونا تدریس کرده و مدرک دکترایش را از دانشگاه پرینستون دریافت کرده بود و با همسرش، هولی اسمیت که استاد اخلاق در دانشگاه راتگرز بود زندگی می‌کرد. گولدمن روی موضوعات فلسفی گسترده‌ای کار کرده‌است اما حوزه‌های تخصصی تحقیقات او عبارتند از: معرفت شناسی، فلسفه ذهن و علوم شناختی.
گلدمن در ۴ اوت ۲۰۲۴، در ۸۵ سالگی درگذشت.